# Livre d'Aneirin

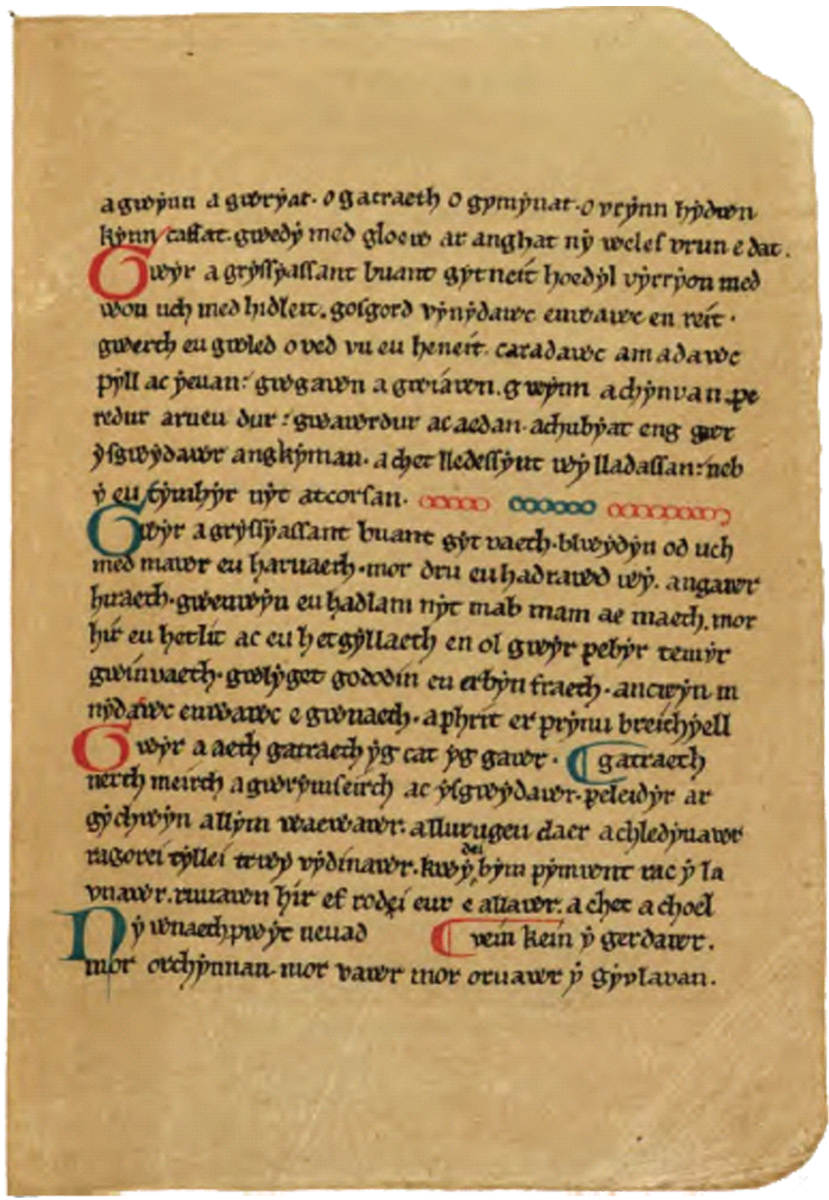
Fac-similé d'une page du Livre d'Aneirin.

Le Livre d'Aneirin (en gallois : Llyfr Aneirin) est un manuscrit gallois contenant des poèmes en vieux gallois et pour partie en moyen gallois, attribués au poète brittonique du VIe siècle, Aneirin.
Le manuscrit est conservé à la Bibliothèque nationale du pays de Galles à Aberystwyth.
Le livre est daté de 1265, mais il s'agit probablement d'une copie d'un original perdu du IXe siècle, les poèmes ayant été transmis vraisemblablement par tradition orale. 
Le poème le plus connu du livre est Y Gododdin, commémorant les guerriers du Gododdin tombés lors de la bataille de Catraeth  (identifiée à l'actuelle Catterick), vers l'an 600.
Les autres poésies sont sans relation avec la bataille. Une d'elles est un court poème pour un enfant nommé Dinogad, décrivant les chasses et les pêches de son père

## Sources
- (en) Cet article est partiellement ou en totalité issu de l’article de Wikipédia en anglais intitulé « Book of Aneirin » (voir la liste des auteurs).